# Fantasporto
O Festival Internacional de Cinema Fantástico do Porto (Fantasporto) é o maior festival de cinema de Portugal, sediado na cidade do Porto. Foi criado e organizado por Mário Dorminsky e Beatriz Pacheco Pereira. Em 2011 teve 47.395 espectadores.

## Sobre o festival
O Fantasporto é consagrado internacionalmente pela revista "Variety" como um dos vinte e cinco mais importantes festivais do Mundo. Trata-se dum evento organizado pela cooperativa Cinema Novo.

## Histórico
O Fantasporto começou em 1981 na cidade do Porto. A 35.ª Edição realizou-se entre 27 de Fevereiro e 7 de Março de 2015, no Teatro Rivoli, no Porto.

## Filmes premiados
- 1982 - The Redeemer de Kristo Papic
- 1983 - Scanners de David Cronenberg
- 1984 - Le dernier combat de Luc Besson
- 1985 - The Company of Wolves de Neil Jordan
- 1986 - Fuego eterno de Jose Angel Rebolledo
- 1987 - Defense of the Realm de David Drury
- 1988 - A Chinese Ghost Story de Chin Siu Tung
- 1989 - Monkey Shines de George Romero
- 1990 - Black Rainbow de Mike Hodges
- 1991 - Henry: Portrait of a Serial Killer de John McNaughton
- 1992 - Toto le héros de Jaco van Dormael
- 1993 - Braindead de Peter Jackson
- 1994 - Cronos de Guillermo del Toro
- 1995 - Shallow Grave de Danny Boyle
- 1996 - Seven de David Fincher
- 1997 - Bound - Sem limites das Irmãs Waschowski
- 1998 - Retroactive de Louis Morneau
- 1999 - Cube de Vincenzo Natali
- 2000 - Siam Sunset de John Polson
- 2001 - Amores perros de Alejandro Gonzalez
- 2002 - Fausto 5.0 de Los Fura del Baus
- 2003 - Intacto de Juan Carlos Fresnadillo
- 2006 - A Tale of Two Sisters de  Ji-woon Kim
- 2006 - Nothing de Vincenzo Natali
- 2006 - Frostbite de Anders Banke
- 2007 - El Laberinto del Fauno de Guillermo del Toro
- 2009 - REC de Jaume Balaguerò e Paco Plaza
- 2009 - Idiots and Angels de Bill Plympton
- 2011 - Heartless de Phillip Ridley
- 2011 - Two Staring Eyes de Elbert Van Strien
- 2013 - Hell de Tim Fehlbaum
- 2013 - Mama de Andrés Muchietti
- 2014 - Miss Zombie de Hiroyuki Tanaka, mais conhecido como Sabu
- 2015 - Liza, a rókatündér de Károly Ujj Mészáros
- 2016 - The Lure de Agnieszka Smoczynska
- 2017 - Realive de Mateo Gil
- 2018 - Les Affamés de Robin Aubert
- 2019 - Last Sunrise de Wen Ren
- 2020 - Ghostmaster de Paul Young
- 2021 - Suicide Forest Village de Takashi Shimizu
- 2022 - Follow Her de Sylvia Caminer
- 2023 - Megalomaniac de Karim Ouelhaj